# Adam Ludwig Lewenhaupt

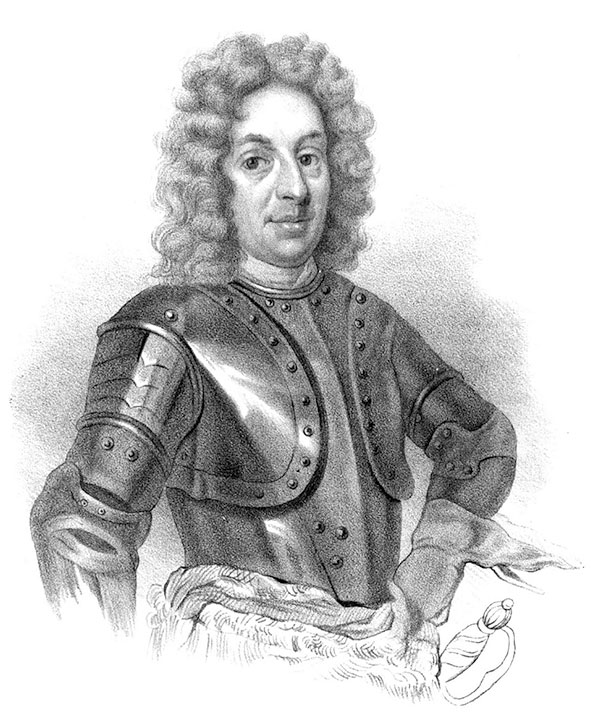
Adam Ludwig Lewenhaupt

Adam Ludwig Graf Lewenhaupt (* 15. April 1659 in einem Lager vor Kopenhagen; † 12. Februar 1719 in Moskau) war ein General aus der schwedischen Grafenfamilie Lewenhaupt.

## Leben
Nach der Absolvierung einer Universitätsausbildung in Schweden und Deutschland trat Lewenhaupt zunächst in die Kriegsdienste Bayerns ein. Hier kämpfte er von 1685 bis 1686 gegen die Türken in Ungarn. Dann ging er mit schwedischen Hilfstruppen als Oberst nach Holland, wo er von 1691 bis 1697 gegen die Franzosen kämpfte.
1697 kehrte Lewenhaupt nach Schweden zurück, wo ihn König Karl XII. bei Beginn des Nordischen Krieges zum Chef eines neugeworbenen Regiments machte. Er kämpfte erfolgreich gegen die Russen, siegte 1703 in Saladen (Saločiai), 1704 in Jakobstadt, 1705 in der Schlacht bei Gemauerthof und stieg dann zum General der Infanterie auf. 1708 erlitt er in der Schlacht bei Lesnaja am Dnepr durch Peter den Großen eine Niederlage, als er dem König Karl XII. ein Hilfskorps zuführen wollte. Er konnte sich zwar bis zum König durchschlagen und die Truppen vereinigen, doch musste er nach der Schlacht bei Poltawa 1709 und der abschließenden Verfolgung durch die Russen bei Perewolotschna  eine Kapitulation akzeptieren, die fast den ganzen Rest der schwedischen Armee in russische Gefangenschaft brachte.
Er heiratete 1690 Brita Dorotea Lewenhaupt (1663–1730), eine Tochter des Feldmarschalls Carl Mauritz Lewenhaupt (1620–1666).
Obwohl er als Gefangener in Russland blieb, wurde er von Ulrika Eleonore bei ihrer Thronbesteigung zum Reichsrat ernannt. Lewenhaupt starb am 12. Februar 1719 in Moskau, ohne sein Vaterland wiedergesehen zu haben.